# Ісаков Іван Степанович
Іса́ков Іва́н Степа́нович (вірм. Հովհաննես Սթեփանի Իսակով) (*10 (22) серпня 1894 сел. Аджикент, Єлизаветпольська губернія  — 11 жовтня 1967, Москва)  — радянський військово-морський діяч вірменського походження, Адмірал флоту Радянського Союзу (1955), Герой Радянського Союзу (1965), начальник Головного штабу Військово-морського флоту СРСР (1946—1947). Лауреат Сталінської премії (1951). Член-кореспондент АН СРСР (1958). Член Спілки письменників СРСР (1964). Депутат Верховної Ради СРСР 1-го скликання.

## Біографія
Ісаков Іван Степанович народився 10 (22) серпня 1894 року у родині дорожнього техніка Степана Єгоровича Ісаакяна, який русифікував своє прізвище на «Ісаков», і Іди Антонівни Лауер, родом з Дерпту (Естонія). Вірменин. 1913 році закінчив реальне училище в Тифлісі. Того ж року поступив до Санкт-Петербурзького практичного технологічного інституту, але через початок Першої світової війни встигнув завершити лише перший курс.
15 вересня 1914 року закликаний на військову службу до Російського імператорського флоту. В березні 1917 року закінчив Окремі гардемаринські курси, отримавши звання мічман. З травня 1917 року служив на Балтійському флоті ревізором на есмінці «Ізяслав». У жовтні 1917 року нетривалий час брав участь у боях за Моонзундський архіпелаг.
Після захоплення влади більшовиками в Російській республіці Ісаков І. С. продовжував служити на флоті.
У січні 1918 року призначений старшим помічником командира есмінця «Ізяслав», брав участь у Льодовому поході Балтійського флоту. Згодом був помічником командира транспорту «Трансбалт», з липня 1919 — командир сторожового корабля «Кобчик». У лютому 1920 року переведений на Волзько-Каспійську військову флотилію, в березні-червні 1920 року тимчасово командував есмінцем «Деятельний». У складі флотилії брав участь в Ензелійській операції.
З липня 1920 року повернувся на Балтійський флот: командир тральщика «Якір», старший помічник командира есмінця «Побєдитель», з грудня 1920 — старший помічник командира і командир есмінця «Ізяслав».
У листопаді 1922 переведений на Чорне море, служив у Морських силах Чорного моря. З квітня 1923 — старший морський начальник Батумської морської бази. У серпні 1924 року став командиром есмінця «Іван Виговський» (колишній «Корфу»), з жовтня 1925 — помічник начальника штабу берегової оборони МСЧМ з оперативної частини, з квітня 1926 — помічник начальника і начальник оперативного відділу штабу МЧСМ.
З серпня 1928 року — начальник штабу МСЧМ. У 1928 році закінчив курси удосконалення вищого начальницького складу при Військово-морській академії.
З березня 1932 року Ісаков І. С. старший викладач кафедри стратегії і оперативного мистецтва Військово-морської академії імені К. Є. Ворошилова. У травні-червні 1933 — начальник штабу Експедиції особливого призначення № 1, а в червні-жовтні 1933 — командир експедиції особливого призначення № 2 по переводу бойових кораблів з Балтійського моря на Північ по Біломорсько-Балтійського каналу. З жовтня 1933 призначений начальником штабу Балтійського флоту. В серпні 1935 був знятий з посади за загибель підводного човна Б-3, який 25 липня 1935 року під час навчань у Фінській затоці протаранив лінкор «Марат», що призвело до загибелі 55 людей. Знову був направлений у Військово-морську академію імені К. Є. Ворошилова, де був викладачем, потім старшим керівником командного факультету.
З січня 1937 року — знову начальник штабу Балтійського флоту. З серпня 1937 року флагман ІІ рангу Ісаков І. С. став командувачем Балтійського флоту. З січня 1938 по квітень 1939 року — заступник народного комісара Військово-морського флоту СРСР. У червні 1938 — вересні 1939 року начальник Військово-морської академії імені К. Є. Ворошилова.
З квітня 1939 по лютий 1946 — перший заступник народного комісара ВМФ СРСР. Під час радянсько-фінській війні відповідав за взаємодію Балтійського флоту з військами Червоної армії. З жовтня 1940 по червень 1942 року — начальник Головного морського штабу ВМФ.
На момент початку німецько-радянської війни адмірал Ісаков І. С. — перший заступник наркома ВМФ СРСР і начальник Головного морського штабу. Брав активну участь у плануванні та застосуванні радянського флоту. Влітку і осенью 1941 року координував бойові дії Балтійського флоту, Ладозької та Чудської військових флотилій з сухопутними військами. Наприкінці 1941 року брав участь у підготовці Керченсько-Феодосійської десантної операції.
З квітня 1942 року — заступник головнокомандувача військами Північно-Кавказького напряму і Північно-Кавказького фронту, з серпня 1942 — заступник командувача і член Військової Ради Закавказького фронту. На цих постах координував дії Чорноморського флоту і сухопутних військ при обороні Севастополя і в битві за Кавказ.
4 жовтня 1942 року під час Туапсинської операції адмірал Ісаков І. С. був важко поранений під Туапсе — на Гойтхському перевалі машина, в якій знаходилися керівники оборони Кавказу Ісаков І. С., Каганович Л. М. і командувач Закавказького фронту генерал армії Тюленєв І. В., була обстріляна німецьким літаком. У госпіталь пораненого вдалося доставити тільки через 2 доби, коли вже почалася гангрена, йому ампутували ногу і він залишився інвалідом. Проте після тривалого лікування в 1945 році продовжив службу у флоті.
У лютому 1946 року адмірал флоту Ісаков І. С. був звільнений з посади першого заступника наркома ВМФ СРСР і призначений начальником Головного штабу ВМФ СРСР — заступником головкому ВМФ. З лютого 1947 року — заступник Головнокомандувача ВМФ СРСР з вивчення та використання досвіду війни. З травня 1950 року вийшов у відставку за станом здоров'я.
3 березня 1955 року адміралу флоту Ісакову І. С. присвоєне звання адмірал флоту Радянського Союзу.
У лютому 1956 року відновлений на військовій службі і призначений для особливих доручень при міністрові оборони СРСР.
З квітня 1958 року — генеральний інспектор Групи генеральних інспекторів СРСР.
7 травня 1965 року адміралу флоту Радянського Союзу Ісакову Івану Степановичу присвоєно звання Героя Радянського Союзу.
Член-кореспондент Академії наук СРСР (1958). Почесний член Академії наук Вірменської РСР (1967). Доктор військово-морських наук (1946). Член Географічного товариства АН СРСР. З 1954 по 1957 рік — співробітник, а з 1958 року — заступник голови океанографічної комісії при Президії АН СРСР, в 1955—1958 роках — член Вченої ради Інституту комплексних транспортних проблем АН СРСР.

## Твори
- Операции подводных лодок. Т. 1. Л., 1933. Соавт.: Александров А. П.;
- Десантная операция. Л.- М., 1934;
- Операция японцев против Циндао в 1914 г. Изд. 3-е. M-Л., 1941;
- Военно-Морской Флот СССР в Великой Отечественной войне. М.- Л., 1946;
- Морские истории. М., 1970;
- Каспий, 1920 год. М., 1973;
- Морское притяжение. М., 1984;
- Избранные труды. М., 1984